# Ángel Polivio Sánchez Loaiza
Ángel Polivio Sánchez Loaiza (ur. 10 września 1946 w Ayapamba) – ekwadorski duchowny rzymskokatolicki, w latach 2013-2022 biskup Machala.

## Życiorys
Święcenia kapłańskie przyjął 3 sierpnia 1975 i został inkardynowany do diecezji Machala. Pracował przede wszystkim jako duszpasterz parafialny, od 1987 był także wikariuszem generalnym diecezji.
25 listopada 2004 papież Jan Paweł II mianował go biskupem Guarandy. Sakry biskupiej udzielił mu 18 grudnia 2004 bp Néstor Rafael Herrera Heredia, ówczesny biskup Machali.
20 lipca 2013 otrzymał nominację na ordynariusza swej rodzinnej diecezji. Ingres odbył się 14 września 2013.
27 września 2022 papież Franciszek przyjął jego rezygnację z pełnionej funkcji.